# Leontij von Wimpffen
Škof Leontij, tudi Leoncij, Leoncij Carevski ali Leontius (latinsko comes Leopoldus, episcopus Leontius de Wimpffen; rusko Епископ Леонтий; posvetno ime: Leopold Vladimir Fjodorovič von Wimpffen; rusko барон Владимир Фёдорович фон Вимпфен; nemško Leopold Freiherr von Wimpffen) je bil škof Ruske pravoslavne Cerkve, pomožni škof v Enotajevski, vikar v Astrahanski in Kamizjanski škofiji; * 13. maj 1873 (Moskva, Rusko cesarstvo) † 23. junij 1919 Astrahan (Sovjetska zveza)
Umorili so ga iz sovraštva do vere (odium fidei) boljševiki.

## Življenjepis
Duhovnikov oče Theodor von Ungern-Sternberg je bil nemški baron, ki je živel v Rusiji; mati Sophie Charlotte von Wimpffen pa je izhajala iz francoske veje plemiške družine Von Wimpffenovih. Po rojstvu je bil krščen v  luteranski cerkvi po očetu kot Leopold. Pod vplivom svoje matere, globoko verne pravoslavke, je bodoči hierarh kot odrasel sprejel pravoslavje in novo ime Vladimir. V poznejših letih je prestopil iz protestantizma v pravoslavje tudi oče. 
Leta 1896 je Leopold Vladimir von Wimpffen diplomiral na gimnaziji v Penzi in se vpisal na teologijo na Kazanski teološki akademiji. Leta 1897 je naredil redovne zaobljube ter si vzel meniško ime Leontij (Leoncij, Leontius). Naslednje leto je bil posvečen za diakona in duhovnika. 
Leta 1900 je pridobil naziv kandidata bogoslovnih znanosti ter diplomiral na Astrahanskem bogoslovju.
Leta 1903 je hieromonah Leontij odšel na Kitajsko v ruske misijone, a se je že naslednje leto vrnil, ker je postal nadzornik semenišča v Kursku. Leta 1906 je prejel naslov arhimandrita in prevzel dolžnost župnika v pravoslavni cerkvi pri ruskem veleposlaništvu v Atenah.
28. septembra 1914 je bil posvečen za škofa v Čeboksariju ter postal vikar Kazanske škofije. Dobival je premestitve kot po tekočem traku: pomožni škof v Gruzijskem eksarhatu, naslovni škof Erevanske škofije, naslovni škof v Kostanaju v Orenburški škofiji, in istega leta – 1916. – je decembra dobil naslov Petrovskega škofa v Saratovski škofiji. Leta 1917 ga je ruska sveta sinoda upokojila ter mu določila za stalno bivališče Samostan Varstva Matere Božje v Astrahanu.
5. septembra 1917 je postal rakunski škof v Enotajevki, vikar Astrahanske škofije. Do avgusta 1918 je opravljal redne naloge v zvezi z odhodom astrahanskega nadškofa Mitrofana v Krajevni svet ruske pravoslavne Cerkve.

### Cerkvene službe
- 28. september 1914: posvečen za škofa v Čeboksariju, namestnik kazanske škofije.
- 12. februar 1915: škof v Erevanu (Armenija), vikar Georgijskega eksarhata.
- 24. marec 1916: škof v Kostanaju, vikar škofije v Orenburgu.
- 16. december 1916: škof v Petrovsku, vikar Saratovske škofije.
- 5. maj 1917: odvzeta mu je škofija ter je pregnan v Astrahanski Pokrovo-Boldinski samostan. Prišel je namreč v spor s krajevnim konzervativnim škofom Dobronravovim.
- 5. september 1917: škof v Enotajevki, vikar škofije Astrahan.
- 26. september 1918: škofa Leontija prisilijo k odstopu.

### Zagovornik prenovitev
Škof Leoncij je podpiral ustanavljanje pravoslavnih posvetnih društev, ki so bila neodvisna od cerkvenih oblasti in Zveze verskih skupnosti; s tem je razširil pristojnosti posameznih župnij, s čimer se je zameril nadškofu Mitrofanu. Med pravoslavnimi škofi je sedaj nastal razdor, ki se je vedno bolj poglabljal. Eni so vztrajali pri togem konservatizmu, drugi pa so podpirali potrebne reforme za nove čase. Med temi je bil tudi Leontij, ki je med drugim podpiral odlok o ločitvi pravoslavne Cerkve od države; zato ga je nadškof Mitrofan zatožil v Moskvo, kjer je zadevo v tajnosti raziskoval poseben škofovski odbor. Šušljalo se je, da mu bodo prepovedali »bogosluženje«. 
Zato so Leontija nekateri verniki začeli braniti v krajevnem tisku; Mitrofanu so namreč zamerili ne le oviranje Leontija, ampak tudi podpiranje Črne stotnije in prijateljevanje s spornim menihom Rasputinom. Množično posredovanje ni bilo brez uspeha, kajti navsezadnje Leoncij sicer ni bil suspendiran, ampak ni mogel biti več niti pomožni škof Astrahanske eparhije.

## Smrt in spomin

### Smrt
25. maja 1919 so boljševiške oblasti aretirale škofa Leontija skupaj z nadškofom Mitrofanom. Oba sta bila obtožena organiziranja "Belogardejske zarote". 
7. junija 1919 je bil po nalogu Kirova zaprt in obtožen skupaj z nadškofom metropolitom Astrahana za organiziranje Bele garde. 
23. junija 1919 so ga obsodili boljševiki na smrt in ustrelili skupaj z nadškofom. Na dan so prišle posameznosti okrog njune smrti. Pred ustrelitvijo sta se škofa lahko še zadnjič videla. Pozabila sta na vsa prejšnja nesoglasja, prosila drug drugega za zamero, pokleknila na zemljo ter se še zadnjič objela. Tako so ju ustrelili. Komunisti niso dovolili pogreba, ampak so njuni trupli vrgli v skupno jamo. Pozneje so mesto – ki so ga nekateri verniki označili s kamenjem, razgrebli in se danes več ne ve točno, kje je bilo morišče. 
V enakih okoliščinah je umrl tudi nadškof Mitrofan; oba so umorili boljševiki, ki so v njima gledali svoja razredna sovražnika in zagovornika prejšnjega družbenega reda. To je veljalo še toliko bolj za Leontija, za katerega so vedeli da je bil plemiškega rodu. 

### Kanonizacija
Leta 1981 je Ruska pravoslavna cerkev zunaj Rusije škofa Leontija priznala za svetnika, za mučenca in pričevalca za Kristusa. 
Leontij in Mitrofan godujeta na dan svoje smrti – 23. junija.